# Don Imus
Don Imus (John Donald Imus, Jr., ur. 23 lipca 1940 roku w Riverside, Kalifornia, zm. 27 grudnia 2019 roku w Collage Station) – amerykański gospodarz programu radiowego nadawanego też w telewizji, humorysta, pisarz, filantrop. Jego talk show, Imus in the Morning stacji ABC Radio, jest dostępny w całych USA.

## Życie
Wychował się na wielkim ranczu w Arizonie. W latach 1957–60 służył w marines. W latach 80. znane było jego uzależnienie od kokainy i alkoholu, ale w roku 1987 zerwał z nałogami, zmieniając też swój talk-show z komediowego w poważniejszy, o polityce, działalności dobroczynnej, choć nadal z parodiami na temat bieżących wydarzeń.
Był wegetarianinem. Dwukrotnie żonaty, wychowywał piątkę dzieci, w tym trójkę własnych i dwie nie swoje córki z pierwszego małżeństwa. Miał apartament na Manhattanie, domek w Connecticut i ranczo w Nowym Meksyku. Na ranczu mieszkają pod opieką dzieci chore na raka i rodzeństwo ofiar nagłej śmierci łóżeczkowej. Ranczo jest częściowo finansowane dzięki firmie Imusa i jego brata Imus Ranch Foods (chipsy, salsa). Pomógł też zebrać 60 mln dolarów na ośrodek rehabilitacji w Teksasie dla żołnierzy rannych w wojnie w Iraku. Jego reportaże na temat warunków w szpitalu dla weteranów im. Waltera Reeda doprowadziły do odejścia z armii szeregu wojskowych, w tym Głównego Chirurga Armii.
W 2009 roku ogłosił, że cierpi na raka prostaty w drugiej fazie.

## Kariera
Imus był początkowo kierownikiem pociągu. Usłyszał porannego disc jockeya, stwierdził, że sam poradziłby sobie lepiej i przekonał do siebie właściciela pobliskiej stacji radiowej, KUTY w Palmdale w Kalifornii. W wieku 28 lat został tam więc disc jockeyem. W 1969 roku przeszedł do małej stacji KJOY w Stockton, też w Kalifornii. Wyrzucono go za powiedzenie "hell" na antenie. Następny etap to KXOA w Sacramento. Jego show stał się niezwykle popularny dzięki dowcipom, np. raz zadzwonił do restauracji i zamówił 1200 hamburgerów.
Potem było radio WGAR w Cleveland i WNBC w Nowym Jorku, odtąd 30 lat nieprzerwanego prowadzenia tego samego programu na bardzo konkurencyjnym rynku nowojorskim. W latach 1982–85 rywalizował w WNBC z Howardem Sternem, który miał program o późniejszej porze. W tamtym okresie Imus był najbardziej znany dzięki postaci Billy'ego Sola Hargusa, groteskowego radiowego ewangelisty. Napisał bestsellerową powieść o przygodach Hargusa, God's Other Son. Pojawiał się też w telewizji, np. stacji kablowej VH1.
W roku 1993 rozpoczęto nadawanie jego programu w całym kraju, od 1996 roku, w charakterystycznym kowbojskim kapeluszu, ukazywał się jednocześnie w telewizji MSNBC (po 2001 roku ABC, później NBC).

## Kontrowersje
Kontrowersje zawsze przyciągały słuchaczy do show Imusa. Rusha Limbaugh nazwał "grubym, łykającym pigułki nieudacznikiem", byłą lektorkę wiadomości w swoim programie "grubą świnią". W 2003 roku obrażali się wzajemnie z Howardem Sternem. Podczas zamachów z 11 września 2001 roku jego program był pośród nielicznych, które nie zrezygnowały przez pewien czas z nadawania reklam.
W kwietniu 2007 roku nazwisko Imusa trafiło do gazet całego świata, gdy nazwał czarnoskóre koszykarki zespołu Uniwersytetu Rutgers "nappy-headed hos" ("dziwkami z kręconymi włosami"). Program został zdjęty z anteny w radiu CBS i telewizji NBC po protestach czarnoskórych polityków i Hillary Clinton. Zaraz po nadaniu programu Imus przeprosił zespół za swoje uwagi. Wycofało się wielu czołowych reklamodawców, np. General Motors. Drugiego maja 2007 Imus zatrudnił prominentnego prawnika Martina Garbusa, który prowadził sprawę sądową przeciw CBS w celu odzyskania 40 milionów dolarów, jakie miał obiecane w pięcioletnim kontrakcie. Kontrakt zawierał klauzulę, że CBS zatrudnił Imusa i popierał programy, które miały być kontrowersyjne i bez szacunku dla autorytetów. 14 sierpnia 2007 roku CBS ogłosiło, że poza sądem nastąpiła ugoda związana z kontraktem. Tego samego dnia Kia Vaughn, jedna z koszykarek drużyny Rutgers, podała sprawę do sądu przeciw Donowi Imusowi, NBC Universal, CBS Corporation, MSNBC, CBS Radio, Viacom, Westwood One radio, oraz Bernardowi McGuirkowi; 14 sierpnia 2007 Vaughn wycofała pozew ze względów osobistych.
W grudniu 2007 roku program został wznowiony w radiu WABC i telewizji RFD-TV (a od 10.2008 telewizji Fox Business Network). Jest nadawany od poniedziałku do piątku w godzinach 6-9 czasu wschodniego. Imus miał kilka procesów sądowych wytoczonych przez ludzi, których obraził lub którym groził: żonę gospodarza talk show Howiego Carra, byłą nianię, lekarza z rancza. Podczas swojej kariery obrażał Żydów, Afroamerykanów, Arabów, homoseksualistów, czarnoskórych dziennikarzy, polityków wszelkich orientacji, na antenie i poza nią.

## Uznanie
W 1997 roku magazyn Time uznał go za jednego z 25 najbardziej wpływowych ludzi w USA, a w 2002 roku czasopismo Talkers za trzeciego (po Limbaugh i Sternie) najlepszego gospodarza radiowego talk show wszech czasów.